# Dobroslavivka, Ohtîrka
Dobroslavivka (în ucraineană Доброславівка) este un sat în comuna Cerneciciîna din raionul Ohtîrka, regiunea Sumî, Ucraina.

## Demografie
Componența lingvistică a localității Dobroslavivka
     Ucraineană (98,31%)
     Rusă (1,69%)
Conform recensământului din 2001, majoritatea populației localității Dobroslavivka era vorbitoare de ucraineană (98,31%), existând în minoritate și vorbitori de rusă (1,69%).